# 范钦墓
范钦墓位于中国浙江省宁波市鄞州区姜山镇茅山村杨家自然村茅山之阳山岙之中，明代墓葬，为明代著名藏书家范钦的墓，原有墓葬毁于1949年后，改革开放后进行简单修复，2009年在墓碑左侧设立“录范钦《自赞》”石碑，由书法家沈元魁书，2010年9月公布为鄞州区文物保护单位:429，2021年进行环境整治。